# Dekanat ochocki
Dekanat ochocki – jeden z 25 dekanatów rzymskokatolickich archidiecezji warszawskiej wchodzącej w skład metropolii warszawskiej. W skład dekanatu wchodzi 7 parafii. 

## Parafie dekanatu ochockiego
- Parafia św. Jakuba Apostoła
- Parafia Najświętszej Maryi Panny Królowej Świata
- Parafia św. Franciszka z Asyżu
- Parafia Opatrzności Bożej
- Parafia Zwiastowania Pańskiego
- Parafia św. Grzegorza Wielkiego
- Parafia św. Alojzego Orione